# Famous (альбом Тэмина)
Famous – третий японский мини-альбом южнокорейского певца Тхэмина. Он был выпущен в цифровом виде 4 августа 2019 года, с физическим релизом, установленным на 28 августа 2019 года, через EMI Records Japan и Universal Music Japan. Ведущий сингл и заглавный трек «Famous» был выпущен 26 июля 2019 года вместе с его музыкальным видео. Тхэмин продвигл альбом с японским туром арены.

## Промоушен
Ведущий сингл и заглавный трек «Famous» был выпущен вместе с его музыкальным видео 26 июля 2019 года. Музыкальное видео содержит красные изображения, включая капающую кровь, а также Тэмина, лежащего на красной ткани и поедающего яблоко. Создание документального фильма было выпущено несколько дней спустя.[3] В дополнение к японскому туру по арене и выпуску музыкального видео, всплывающие магазины были открыты в четырех местах в Японии 3 августа 2019 года, продавая товары с ограниченным тиражом. Альбом был продан 54 305 копий в течение первой недели выпуска по версии Billboard Japan и занял 1-е место в недельных и ежедневных чартах Oricon. Это был первый релиз Тэмина, занявший 1-е место в недельном альбомном чарте Oricon.

## Трек-лист
| №  | Название    | Текст песни            | Музыка                                                  | Длительность |
| -- | ----------- | ---------------------- | ------------------------------------------------------- | ------------ |
| 1. | «Famous»    | Kaoru Kami             | Didrik Thott・Daniel Kim                                | 3:00         |
| 2. | «Slave»     | Junji Ishiwatari       | Daniel Kim・Takey                                       | 3:28         |
| 3. | «Tease»     | MEG.ME                 | Darren Ellis Smith・Daniel Kim                          | 3:29         |
| 4. | «Exclusive» | STY [Digz, Inc. Group] | Fredrik Thomander・Dennis Mansfeld・Dani Paz            | 3:23         |
| 5. | «It's You»  | STY [Digz, Inc. Group] | Maria Marcus・Andrew Choi・minGtion                     | 4:03         |
| 6. | «Colours»   | Sara Sakurai           | Warren David Meyers・Scott Russell Stoddart・Kyler Niko | 3:19         |

## Чарты
| Чарты (2019)                       | Высшая позиция |
| ---------------------------------- | -------------- |
| Япония (Oricon)                    | 1              |
| Japan Hot Albums (Billboard Japan) | 3              |